# Siófok
Siófok es una ciudad en el condado de Somogy, en Hungría. La ciudad está situada en las orillas meridionales del lago Balaton, a unos 120 km de Budapest. El municipio de Siófok es uno de los más ricos de Hungría, debido al turismo que atraen sus playas y su clima. A veces también se la conoce como "la capital del Balaton". El río Sió nace del lago en Siófok, y más tarde va a parar al Danubio. Imre Kálmán Koppstein, compositor húngaro de operetas, nació en Siófok. Tiene un campus de la Universidad de Ciencias Aplicadas Kodolányi János.

## Geografía
En Siófok, el canal Sió fluye fuera del lago.

### Clima
El clima es suave en esta área con diferencias entre altos y bajos, y hay precipitaciones cada año. La clasificación del clima de Köppen del subtipo de este clima es oceánico.

## Gente notable
- John Hirsch, o János Hirsch, director de teatro húngaro-canadiense judío.
- Emmerich Kálmán, o Imre Kálmán, compositor de operetas.
- Frigyes Karinthy, escritor, padre de Ferenc Karinthy, también escritor.
- Antal Róka, deportista (marcha atlética).
- Tiffany Tatum, actriz pornográfica

## Ciudades hermanadas
Siófok está hermanada con:
- Oulu - Finlandia (desde 1978)[4]
- Walnut Creek - Estados Unidos
- Poreč - Croacia
- Pärnu - Estonia
- Waldheim - Alemania
- Landsberg am Lech - Alemania
- Gheorgheni - Rumanía
- Netanya - Israel
- Saint-Laurent-du-Var - Francia